# 時の行方〜序・春の空〜
「時の行方〜序・春の空〜」（ときのゆくえ〜じょ・はるのそら〜）は森山直太朗7枚目のシングル。2005年2月23日発売。発売元はユニバーサルミュージック。

## 概要
本楽曲は、森山がインディーズ時代制作した「春の空」「時の行方」をつなぎ合わせ、歌詞の一部を変更して、制作しなおしたもの。爽健美茶のCMソングに起用された。カップリングを含め3曲ともタイアップが付いている。

## 収録曲
全曲　作詞・作曲:森山直太朗/御徒町凧
1. 時の行方〜序・春の空〜（編曲:渡辺善太郎）
コカ・コーラ「爽健美茶」CMソング
インディーズ時代の楽曲「時の行方」「春の空」を組合せリメイクした。
2. 風のララバイ（編曲:渡辺善太郎）
「愛・地球博」公認ソング
CBC「愛・地球博」番組関連イメージソング
3. 青い瞳の恋人さん（編曲:森山直太朗）
ウィルコム「AIR-EDGE PRO」CM内歌唱楽曲